# Hendrik Brouwer
 (décembre 2020).
Pour les articles homonymes, voir Brouwer.
Hendrik Brouwer (1581 - 7 août 1643) est un marin et explorateur néerlandais. De 1632 à 1636 il est gouverneur général des Indes néerlandaises.

## Biographie
En 1610, Brouwer découvre la route de Brouwer, itinéraire maritime qui mène de l'Afrique du Sud à Java et diminue considérablement le temps du voyage en profitant de la force des vents d'ouest au niveau des quarantièmes rugissants. Il est alors envoyé en mission, en 1611, au Japon et est reçu à la cour d'Edo.
En 1613, il inaugure les relations commerciales avec la Hollande au Siam et en 1617, entre au siège central de la Compagnie hollandaises des Indes orientales (1617-1632). Il est alors nommé en 1632 gouverneur général des Indes néerlandaises.
En 1642, il est envoyé explorer le détroit de Le Maire et établir une base commerciale dans les ruines de Valdivia. A l'Île de Chiloé, il signe un pacte avec les indiens Mapuche mais meurt sur place le 7 août 1643.